# Arnaud Hybois
Arnaud Hybois, född den 26 januari 1982 i Pontivy, är en fransk kanotist.
Han tog bland annat VM-guld i K-2 200 meter i samband med sprintvärldsmästerskapen i kanotsport 2011 i Szeged.